# 3e régiment de voltigeurs de la Garde impériale
Pour les articles homonymes, voir 3e régiment.
Pour l'unité du Second Empire, voir Voltigeurs de la Garde impériale (Second Empire).
Le 3e Voltigeurs de la garde est un régiment français des guerres napoléoniennes. Il fait partie de la Jeune Garde.

## Historique du régiment
- 1809 - Créé et nommé 1er régiment de Conscrits-Chasseurs de la garde impériale
- 1810 - 3e régiment de Voltigeurs de la Garde impériale
- 1814 - Dissout[1].
- 1815 - Reformé 3e Régiment de Voltigeurs de la Garde Impériale[1].

## Chef de corps
- 1809 : Régis-Barthélémy Mouton-Duvernet
- 1809 : Pierre Jean François Vrigny
- 1811 : Pierre Cambronne[2]
- 1813 : François Alexandre Hurel[3]
- 1815 : François Alexandre Hurel[3]

## Batailles
Ce sont les batailles principales où fut engagé très activement le régiment. Il participa évidemment à plusieurs autres batailles, surtout en 1814.
- 1812 : Guerre d'indépendance espagnole
  - Acedo
  - Segura
- 1813 : Campagne d'Allemagne
  - Lützen,
  - Dresde
  - 16-19 octobre : Bataille de Leipzig
- 1814 : Campagne de France
  - 14 février 1814 : Bataille de Vauchamps
  - Bataille de La Rothière,
  - Bataille de Craonne
  - Bataille de Fère-Champenoise
- 1815 : 
  - Bataille de Waterloo